# Mycale toporoki
Mycale toporoki är en svampdjursart som beskrevs av Koltun 1958. Mycale toporoki ingår i släktet Mycale och familjen Mycalidae. Inga underarter finns listade i Catalogue of Life.